# Duge Njive
Duge Njive je horská vesnička v Chorvatsku v Splitsko-dalmatské župě, spadající pod opčinu města Vrgorac. Nachází se asi 14 km jihozápadně od Vrgorace. V roce 2011 zde žilo 105 obyvatel. Počet obyvatel pravidelně klesá již od roku 1948, kdy zde žilo 338 obyvatel.
Sousedními vesnicemi jsou Gornje Igrane, Kljenak a Vlaka.